# Tex Watson
Tex Watson, rodným jménem Charles Denton Watson, Jr., (* 2. prosince 1945) je americký vrah, člen Mansonovy rodiny. Účastnil se akce, při níž byla zabita herečka Sharon Tate. Následujícího dne se účastnil také vraždy Rosemary a Lena La Biancových. Později odjel do rodného Texasu, kde byl koncem listopadu zatčen. V říjnu 1971 byl odsouzen za sedm vražd prvního stupně a jedno spiknutí na spáchání vraždy. Dne 21. října toho roku byl odsouzen k trestu smrti, kterému však unikl, neboť Kalifornie trest smrti zrušila. Později mnohokrát žádal o propuštění, avšak úspěšný nebyl.